# Vagaria
Vagaria es un género  de plantas herbáceas, perennes y bulbosas perteneciente a la familia Amaryllidaceae. Comprende 2 especies originarias de Marruecos.

## Taxonomía
El género fue descrito por William Herbert y publicado en Amaryllidaceae 61, 76, 226. 1837.

## Especies
Las especies del género, conjuntamente con la cita válida y su distribución geográfica, se listan a continuación:
- Vagaria ollivieri Maire, Bull. Soc. Hist. Nat. Afrique N. 27: 78 (1936). Marruecos.

- Vagaria parviflora (Decne.) Herb., Amaryllidaceae: 226 (1837). Originaria de Líbano a Israel.